# Kathedrale von Arapgir

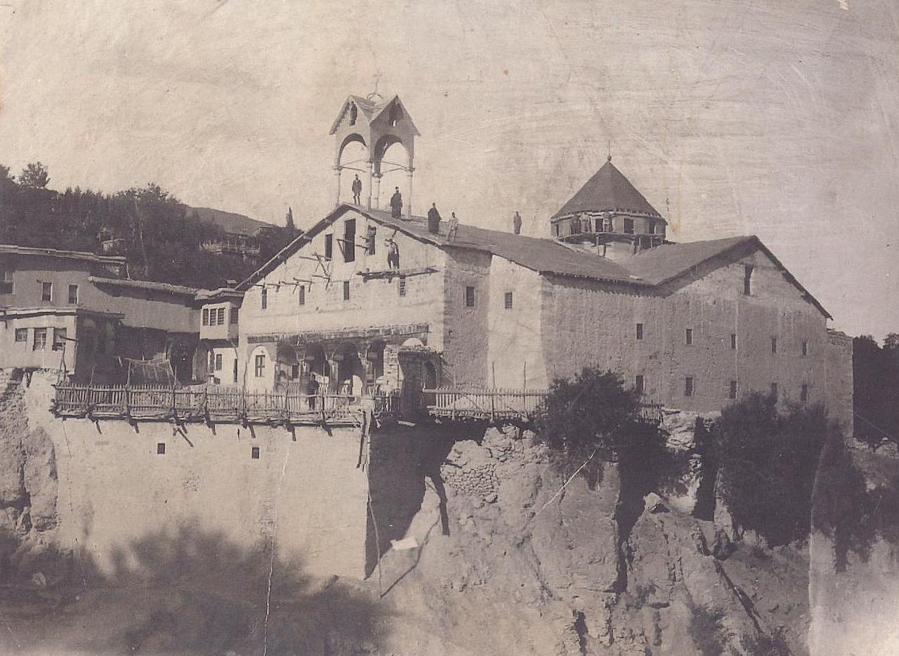
Kathedrale der Heiligen Mutter Gottes vor 1915

Die Kathedrale der Heiligen Mutter Gottes (armenisch Սուրբ Աստվածածին վանք oder Արաբկիրի մայր եկեղեցի Arabkiri mayr yekeghets’i, türkisch Arapkir Ana Kilisesi) war eine armenisch-apostolische Kathedrale aus dem 13. Jahrhundert, die 1957 zerstört wurde. Die Ruine befindet sich in Arapgir in der Provinz Malatya.
Die Kathedrale von Arapgir wurde im Jahre 1249 erbaut. Als eine der größten armenischen Kirchen in Anatolien bot sie Platz für mehr als 3.000 Personen. Sie wurde während des Völkermords an den Armeniern ab 1915 im Osmanischen Reich geplündert und niedergebrannt, danach umgebaut und als Schule genutzt. 
1950 beschloss die Kommune von Arapgir den Abriss der Kathedrale. Am 18. September 1957 wurde die Kathedrale gesprengt. 

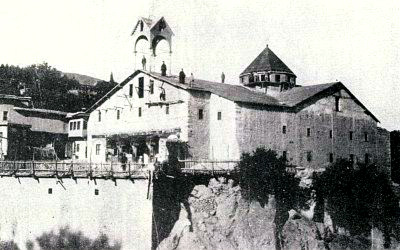
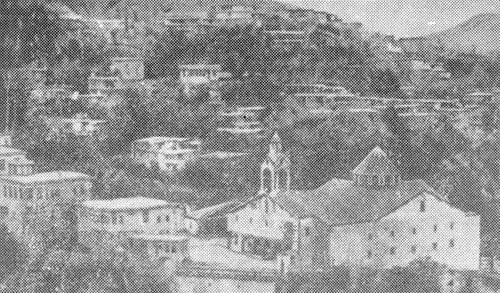